# Killerpilze
A Killerpilze egy német rockegyüttes Dillingenből, 2002 óta létezik.

## Története

### 2002-től 2005-ig
2002 októberében alapította 4 tanuló. Johannes Halbig (ének, 1989. július 30.) és Andreas Schlagenhaft (gitár, 1988. december 9.) fektették le az együttes alapköveit. Manuval (basszusgitár) és Johannes testvérével, Fabian Halbiggal (dobok, 1992. december 23.) teljessé vált a csapat. Idővel kiderült, hogy Manu nem illik közéjük, ezért elváltak útjaik és Maximilian Schlichter (gitár, 1988. július 3.) lett a gitáros. Ezek után Andreas Schlagenhaft átvette a basszusgitáros szerepét.
Ekkor még mindig német és angol szövegeket írtak, punk-rock stílusban zenéltek. Az egyik próbán pizzát rendeltek, ami tele volt óriási gombákkal, mire Fabi (aki akkor mindössze 9 éves volt) megjegyezte hogy "ezek tuti hogy gyilkos gombák!" Így lett az együttesneve Killerpilze.
Miután az együttesnek elég anyaga volt, 2003. február 14-én először állt közönség elé Dillingenben. A következő két hónapban bővült a fellépéseik száma és következő hónapokban felléptek Ausztriában is. 2003-tól 2005 végéig több mint 70 koncertet tudhattak a hátuk mögött. Ez alatt az idő alatt jelent meg első albumuk, a Von vorne durch die Punkallee (2004. július 7.) Ennek az albumnak néhány dalát új verzióban is kiadták. A CD-ből 500 darab gyűjtők tulajdonában van.

### 2005-től 2009-ig
2005-ben a fellépéseket az első igazi album követte, melynek producere Corni Bartels volt. Tom Bohne (a Universal Music főnöke) három dal után leszerződtette a Killerpilzét. Tavaszra már egész Németországban ismertek voltak. Első slágerük a Richtig scheiße (auf 'ne schöne Art und Weise) 2006-ban debütált. A következő hónapok folyamán kiadták az Invasion der Killerpilze albumot. A lemezből 130 000 darabot adtak el és az együttes megkezdte németországi turnéját. A Tokio Hotel punk párjaként váltak ismertté, ez szavatolta a címlapsztorikat a médiának, ők azonban elhatárolták magukat bármilyen összehasonlítástól.
2007 márciusában Andreas Schlagenhaft basszista otthagyta az együttest, hogy a vizsgáira összpontosítson. Ezek után Benni játssza a basszista szerepét a fellépéseken, de ő hivatalosan nem a zenekar tagja. A stúdióban Maximilian Schlichter basszusgitározik.
2006-ban Etiópiába utaztak, hogy ott belekezdjenek egy iskolai szervezetbe, melyet 2008-ra be tudtak fejezni, ebben az együttes segítségére voltak rajongóik, akik 230 000 eurót gyűjtöttek össze. Az együttes tagjai 2008-ban visszautaztak Etiópiába, hogy befejezzék amit elkezdtek.
2007 júliusa közepén a Killerpilze két koncerten Avril Lavigne előtt lépett fel. 2007. július 7-én az első album után megérkezett a várva-várt második, melynek címe: Mit Pauken und Raketen, a lemezből 100 000 példányt adtak el. Az első sláger róla a LiebMichHasseMich volt.
Augusztus végétől a Killerpilze elindult a Freundchen-Tourral, ami alatt 13 koncertet adtak Németországban, Ausztriában, Lengyelországban és Csehországban. Ezután Franciaországban és Hollandiában is felléptek. 2008. augusztus 29-én kiadtak egy vadonatúj dalt, melynek címe Verrockt volt, ami a Camp Rock című filmhez készült, az angol változatot a Jonas Brothers játssza.
Aztán a zenekar hosszabb időre visszavonult, hogy a harmadik nagylemezén dolgozhasson.

### 2009-től 2012-ig
2009. december 1-jén a zenekar bejelentette a hivatalos honlapján, hogy 2010. február 12-én érkezik az új szám, melynek címem Drei. A számot korlátozott számban adták ki: 3.333 db-ot.
Nem sokkal ezután a zenekar felbontotta szerződését a Universal Musickal, nézeteltérésekre hivatkozva. 2010. március 19-én saját lemezkiadót indítottak el, a KillerpilzeRecordst, a harmadik albumuk már ennek a gondozásában jelent meg.
Mindegy 60 koncertet adtak 2010-től 2011. januárjáig. Majd március 14-én negyedik nagylemezük is napvilágot látott. Az egy hónappal előtte megjelent "KOMM KOMM.COM" című kislemezük volt az előfutára az albumnak.
Az európai turnéra Németországba, Ausztriában, Franciaországban és Törökországban került sor 2011. tavaszán. A nyár folyamán pedig a Killerpilze bemutatta új lemezét a fesztiválokon is...

### 2012-től a Grellig
A zenekarnak 2013. március 1-jén jelent meg újabb nagylemeze Grell címmel. A srácok azt mondták a Grellről, hogy ez ifjúságuk lezárása és most belevetik magukat az ismeretlenbe. Az albumon gitárosként Maximilliam Schlichter szerepel. A zenekart a dalszövegírásban segítette Curse, rapper.
2013 tavaszán a zenekar egy európai turnéra indult (a zenekar többek között Németországban, Ausztriában és Görögországban adott koncerteket), emellett fesztiválokon is felléptek. Az album első kislemeze a "Nimm Mich Mit" volt, mely a MyVideo listáján első helyre került.
A Killerpilze ezután fellépett 2013-ban a legnagyobb német zenei fesztiválon, a Rock am Ringen, emellett a legnagyobb ausztriai indie fesztiválon, a Frequency, és a Nova Rock fesztiválon is a nagyszínpadon volt a helyük. A nyár fesztiválokkal telt a zenekarnak, majd ősszel következett a Grell-turné második felvonása Ausztriában és Németországban.
2013. szeptember 6-án megjelent a Grell Deluxe néhány bónusz számmal. A zenekar részt vett a Spotify német kampányban, melynek hatására megjelent a "Perfekt" című dal. Novemberben pedig a Sendung Circus Halligalli auf ProSieben című műsor vendégei voltak. A műsor sugárzása alatt (2013. november 18.) a twitteren trend lett a "killerpilze".
2013. december 21-én több mint 70 koncert után Münchenben véget ért a Grell-turné.

### 2014
2014 elején a zenekar bejelentette, hogy visszatér a stúdióba és neki kezd dolgozni a következő albumon. Emellett a Killerpilze január-februárban egy kisebb turnéra indult Németországban és Ausztriában. Majd turnéra indultak Oroszországba is. Még februárban startolt a Killerpilze Crowdfunding-kampánya, melynek során a rajongók 75.000 Eurot ajánlottak fel, ezzel az övék lett a legsikeresebb Crowdfunding-kampány Németországban. Április 15-én bejelentették az új kislemezük a "POSTKARTEN EP" megjelenési időpontját, 2014. június 5-én. Ez a lemez ingyenesen letölthető a zenekar honlapjáról és 5 számot tartalmaz.

## Tagok
- Johannes "Jo" Halbig: ritmikusgitár, ének. 1989. július 30-án született Dillingenben, ahol szüleivel és öccsével, Fabival lakik. Jo a gitár mellett zongorán, és basszusgitáron is játszik. Egy ideje már Münchenben él.
- Fabian "Fabi" Halbig: dobok. Fabi 1992. december 23-án született. Ő az együttes legfiatalabb tagja. 8 éves kora óta játszik trombitán.
- Maximilian "Mäx" Schlichter: gitár, vokál. Mäx 1988. július 3-án született Ausburgban. Az együttes legidősebb tagja.
- Andreas "Schlagi" Schlagenhaft: Ő volt a basszusgitáros.

## Diszkográfia

### Nagylemezek
- 2004: Von vorne durch die Punkallee
- 2006: Invasion der Killerpilze
- 2007: Mit Pauken und Raketen
- 2010: Lautonom
- 2011: Ein Bisschen Zeitgeist
- 2013: Grell

### Kislemezek
- 2006: Richtig scheisse
- 2006: Springt hoch
- 2006: Ich kann auch ohne dich
- 2007: Liebmichhassmich
- 2007: Ich Brauche Nichts
- 2007: Letzte Minute
- 2008: Stress Im Nightliner
- 2008: Verrockt
- 2010: Drei
- 2010: Am Meer
- 2010: Plastik
- 2011: Komm Komm.Com
- 2013: Nimm Mich Mit
- 2013: Sommerregen
- 2013: Die Stadt klingt immer noch nach uns
- 2014: Postkarten EP

### Betétdalok
- 2008: Verrockt (Camp Rock – Rocktábor)
- 2009: Der Moment (Vorstadtkrokodile)
- 2010: Legendär (Vorstadtkrokodile 2)

### Dalok

#### Invasion der Killerpilze
1. Ferngesteuert
 
2. Stubenrocker
 
3. Richtig Scheisse (auf 'ne schöne Art und Weise)
 
4. Sommer
 
5. Springt hoch

6. Scheissegal
 
7. Ich kann auch ohne dich
 
8. Blümchensex
 
9. Komm mit
 
10. Ich habe recht
 
11. Hier und jetzt
 
12. Lass mich los
 
13. Ich hasse dich
 
14. Wach auf

#### Mit Pauken und Raketen
1. Los
 
2. Der Moment
 
3. Liebmichhassmich
 
4. Meine Welt dreht sich
 
5. Für mich geschaffen

6. Ich will Gerechtigkeit
 
7. Wir
 
8. 40 Tage 13 Stunden
 
9. Ich bin raus
 
10. Stress Im Nightliner
 
11. Richtig oder falsch
 
12. Ich brauche nichts
 
13. Andere Zeit
 
14. Letzte Minute

#### Lautonom
1. Drei
 
2. Es geht auch um dich
 
3. Halbromantisch
 
4. Raus
 
5. Bankband

6. Rendezvous
 
7. Schwarzer Kreis
 
8. Ego
 
9. Am Meer
 
10. Plastik
 
11. Grauer Vorhang
 
12. Denken
 
13. Lieblingssong

#### Ein bisschen Zeitgeist
1. Boom

2. Wenn Blicke Treffen

3. Jubel Und Staub

4. Komm Komm.Com

5. Marie

6. Albtrauma

7. So Weit So Gut

8. Zeitgeist

9. Schicksalsscheiss

10. Morgenland

11. 97 Tage

12. Alles Kaputt

#### Grell
1. Jäger (Das kann doch nicht alles sein Pt. 1.) 

2. Grell 

3. Die Stadt kling immer noch nach uns 

4. Erste Zug nach Paris 

5. Nimm mich mit 

6. Sommerregen 

7. A.W.I.T.M 

8. Studieren 

9. Atomic 

10. Lauf (Das kann doch nicht alles sein Pt. 2.) 

1. Himmel I. (Prelude) 

12. Himmel II. 

13. Himmel III.

## Díjak

### 2005
- Legjobb független zenekar: 1. hely

### 2006
- Legjobb új zenekar 2005
- Radio Galaxy Award: Év felfedezettje

### 2007
- Echo: Az év felfedezettje
- BravoOtto: Legjobb rock zenekar 2. hely (1. hely: Tokio Hotel)
- Invasion der Killerpilze aranylemez

### 2008
- Xpress: A legjobb rockbanda 2007-ben

## Fordítás
- Ez a szócikk részben vagy egészben  a   Killerpilze című német Wikipédia-szócikk fordításán alapul.  Az eredeti cikk szerkesztőit annak laptörténete sorolja fel. Ez a jelzés csupán a megfogalmazás eredetét és a szerzői jogokat jelzi, nem szolgál a cikkben szereplő információk forrásmegjelöléseként.
- Ez a szócikk részben vagy egészben  a   Killerpilze című angol Wikipédia-szócikk fordításán alapul.  Az eredeti cikk szerkesztőit annak laptörténete sorolja fel. Ez a jelzés csupán a megfogalmazás eredetét és a szerzői jogokat jelzi, nem szolgál a cikkben szereplő információk forrásmegjelöléseként.